# Csíkjenőfalva
Csíkjenőfalva (románul Ineu) falu Romániában, Erdélyben, Hargita megyében.

## Leírása
A Csíki-medencében, Csíkszeredától 20 km-re északra, az Olt partján fekszik. Egykor nagyobb és népesebb település volt a vele összenőtt Karcfalvánál, később azonban elvesztette jelentőségét szomszédjával
szemben.
1333-ban említik először. 1910-ben 2237 lakosa volt. A trianoni békeszerződésig Csík vármegye Felcsíki járásához tartozott.
A 2002-es népszámláláskor 1804 lakosa közül 1801 fő (99,8%) magyar, 2 fő (0,1%) román, 1 fő (0,06%) ismeretlen nemzetiségű volt.